# Audi S1
Pour les articles homonymes, voir S1.
L'Audi S1 est une sportive dérivée de l'Audi A1 et produite par Audi de 2014 à 2018. Elle est élaborée sur la base de l'A1 Sportback.

## Présentation
L'Audi S1 n'est pas seulement une variante d'équipement de l'A1 avec un nouveau moteur, elle possède également une carrosserie spécifique avec un nouveau style préfigurant le lifting pour toute la gamme A1. En témoignent les pare-chocs avant et arrière modifiés, une calandre plus large mais plus plate et des nouveaux feux arrière. Les phares sont plus étroits et plus anguleux et ont maintenant des feux de jour à DEL en forme de flèche. Ces derniers sont de série sur la S1, y compris les phares au xénon et les feux arrière à DEL. À l'intérieur, seuls quelques détails ont été modifiés, par exemple, il y a de nouveaux éléments chromés sur la radio et les lève-vitres. Les autres caractéristiques de série de la S1 comprennent des jantes en alliage de 17 pouces, un indicateur de pression des pneus, des sièges sport à l'avant avec une combinaison tissu-cuir, une garniture de toit noire, un capteur de lumière et de pluie et une climatisation automatique.
La nouveauté de la S1 est l’Audi Drive Select, un système avec lequel différents paramètres du véhicule tels que la caractéristique de l'accélérateur peuvent être influencés entre sportif, équilibré et efficace. Comme tous les modèles S d'Audi, les rétroviseurs extérieurs sont également en aluminium et d'autres caractéristiques spécifiques sont incluses dans la S1 : pédales en acier inoxydable, volant sport en cuir, système d'échappement à quatre soupapes et seuils de porte spéciaux. Des supports lombaires, un ordinateur de bord et un éclairage intérieur à LED sont également inclus de série. En option, deux nouvelles finitions de peinture (Vegasgelb Uni ou Sepangblau Perleffekt), un volant multifonction en cuir aplati et des étriers peints en rouge sont disponibles.
L'assistant au freinage « suite à la collision », qui empêche le véhicule de rouler après un accident et empêche ainsi d'autres collisions, est maintenant utilisé. Le quatre roues motrices fonctionnent avec un embrayage multidisque hydraulique sur l'essieu arrière. Un blocage de différentiel électronique permet d'assurer une meilleure tenue de route en freinant les roues intérieures. Certains composants du système de freinage tels que les disques de frein ont été augmentés en raison de la puissance supérieure. La direction assistée électromécanique a également été réglée pour être plus sportive. Sur le châssis, les pivots avant ont été modifiés et l'essieu arrière est remplacé par une version à quatre bras. La voie du véhicule a également été élargie et les amortisseurs de la suspension sport peuvent être réglés en deux étapes (automatique ou dynamique). Par la conception de la transmission intégrale et du châssis, le volume de coffre est réduit par rapport à l'A1 de 60 litres à 210 litres ou 860 avec la banquette arrière repliée.
En 2018, la production de la S1 s'arrête.  
Peter Oberndorfer, responsable communication d'Audi, a expliqué que le développement d'une S1 serait compliqué : « cela représente un investissement. Souvenez-vous que la première Audi S1 Quattro était très chère à produire », a-t-il avoué à CarAdvice. Cela ferait de la A1 40 TFSI le modèle le plus puissant de la gamme.

## Version compétition

### Audi S1 EKS RX quattro
Audi est engagé officiellement depuis 2017 en Championnat du monde de rallycross FIA via l'équipe EKS Audi Sport. Développé depuis 2014, la S1 EKS RX quattro reprend le châssis de l'Audi S1 de série avec des renforts; le moteur, la transmission et les suspensions sont spécifiques au modèle de compétition. Le moteur est un 2 litres turbo développant 230 chevaux et 370 NM de couple, la boite de vitesses manuelle est à 6 rapports avec un système de transmission intégrale permanente, et les suspensions sont spécifiques. La voiture est capable d'abattre le 0 à 100 km/h en environ 4 secondes 
Le pilote suédois Mattias Ekström, fondateur de l'équipe EKS, devient champion du monde de rallycross FIA en 2016 au volant de cette voiture.